# Православие в Австралии
Православие в Австралии (англ. Orthodoxy in Australia) — одна из традиционных христианских конфессий, получившая распространение на территории Австралии с XIX века.
Согласно переписи населения Австралии 2016 года, православных в стране насчитывалось 503 тысячи человек, что составило 2,1 % от всего населения страны.
Православие — пятая по численности христианская конфессия в Австралии после католической, англиканской, объединённой и пресвитерианской церквей Австралии.